# 松田浩
松田 浩（まつだ ひろし、1960年9月2日 - ）は、長崎県長崎市出身の元サッカー選手、サッカー指導者（S級指導者ライセンス所持）。

## 来歴

### 現役時代
高校時代は長崎県立長崎北高等学校でプレーする。ちなみに小林伸二（長崎県立島原商業高等学校卒）は同県出身の同い年である。
筑波大学時代の1年後輩に風間八宏・鈴木淳・望月一頼、2年後輩に小野剛がいる。交換留学の1期生としてブラジルにサッカー留学も経験した。1984年に望月らとともにマツダへ入社した。
マツダSC（現 サンフレッチェ広島F.C）に入団、当初は恵まれた体格からFWとして起用されていたが、コーチにハンス・オフトが就任するとCBに固定される。その後は信藤克義（信藤健仁）とコンビを組み、1987年天皇杯決勝進出、1989年-1990年のJSL2部ベスト11、2度のJSL1部昇格を経験した。
1992年に現役引退。コーチに就任したが翌1993年に現役復帰した。松田は後にこの経験を「奇跡的な経験」と語り自らに起きたことについては「良いように考えればいくらでも考えられる。解釈が一番大事だということを学んだ」とインタビューで明かしている。
1993年5月22日のV川崎（現 東京V）戦では約35mのロングシュートを決めた(このゴールは後にJリーグ30周年ベストゴールのミドル/ロングシュート部門にノミネートされた。その後1994年にはサントリーシリーズ優勝も経験。NICOSシリーズの一部試合ではセンターFWでスタメン出場を果たした。
1995年にヴィッセル神戸に移籍し、1996年に引退した。

### 神戸コーチ・監督時代（1997年 - 2002年）
引退後は神戸のサテライトコーチ、トップチームのコーチを務めた。2002年7月に監督の川勝良一が解任されたのを受けて後任の監督に就任。J2降格の瀬戸際にいたチームを立て直し、残留させる。バクスター譲りの「ディシプリン（規律）」を重んじる指導が特徴で、元日本代表主力の三浦知良や城彰二も、規律に反すればスタメンから外した。こうした指導法は跳びぬけた選手がおらず総合力で戦うチームでは有効で、若手への切り替えを進めていたアビスパ福岡が注目。2002年12月に福岡監督に就任した。

### 福岡監督時代
松田が監督に就任した当時の福岡はそれまで場当たり的な補強を続けてきたツケが成績にも経営にも出てきており、育成を柱とする抜本的なチーム改革に乗り出したばかりだった。松田はこれを受けて、1年目から若手を積極的に起用。前半戦は選手の経験不足が出て22試合で5勝しか出来なかったが、後半戦より巻き返しをみせ、通年では4位でシーズンを終えた。
2004年はJ1復帰を目標にして戦ったが開幕から勝ち切れない試合が続き、36節終了時点では3位の山形に勝ち点8差を付けられていた。そこから一丸の姿勢を取り戻した福岡は残る8試合に全勝し、3位でJ1・J2入れ替え戦に進出した。入れ替え戦では柏に連敗し、J1復帰はならなかった。
2005年は前半戦で出遅れ、京都の独走を許すが、中盤以降は安定して勝ち点を積み重ね、第42節の徳島戦の引き分けでJ1復帰を決めた。
5年ぶりのJ1復帰となった2006年は開幕から先制しては追いつかれる、という試合が3試合続き、その後の5試合では総得点がわずか2という深刻な得点力不足に陥り、リーグ戦ではJ1昇格チームではワースト記録となる9試合目にようやく初勝利を挙げた。しかしその後も得点力不足は変わらず、結局リーグ12試合で1勝（勝ち点8）、カップ6試合で1勝しかできず、ナビスコカップ予選リーグ終了翌日の5月22日に成績不振を理由に解任された。

### 神戸コーチ・監督時代（2006年 - 2008年）
8月20日に古巣であり、また恩師バクスターがこの年から9年ぶりに監督に復帰していた神戸にコーチとして復帰した。しかしその4日後にバクスターが家庭の事情で帰国することになった。当初はヘッドコーチのペドロが昇格する予定だったが、ペドロの持つライセンスがJリーグ監督に必要な要件を満たしていないとされたため、急遽松田の昇格が決まった。ただし、松田は以前神戸で監督を務めたことがあるとはいえチームに合流してまだ半月であることから、実際の指揮は当初の予定通りペドロが執り、松田はアシスタントコーチ的な役割を担うこととなった。松田の「コーチ」としての肩書はわずか2週間であった。
柏や横浜FCと激しくJ1昇格を争う中での急な指揮官交代ではあったが、松田自身バクスターの下で働いていた時期が長いことからチームに大きな変化はなく、この時点でのチームの調子の良さを引き継いで順調に勝ち点を積み重ね、第47節時点では首位に立っていた。しかし、続く柏・横浜FCとの直接対決に連敗するなど最後の5試合で1勝もできず、結局3位でシーズンを終えてJ1・J2入れ替え戦に回ることになった。ここで実際の指揮を執ってきたペドロは休養となり（事実上更迭）、入れ替え戦では松田が指揮を執ることになった。
入れ替え戦の相手は、奇しくも松田がこの年の途中まで率い、多くの選手を手塩にかけて育てた福岡であった。加えて松田解任後に就任した福岡の監督は2002年に、松田が神戸監督を引き継いだ川勝、という因縁含みの状況の中、この年からホーム&アウェー方式の大会にアウェーゴール方式（2試合終わって同点の場合、アウェーでの得点が多いチームを勝ちとする）が導入されたことに狙いをつけた松田は「ホームでの第1戦を無失点に抑え、アウェーでの第2戦で勝負をかける」という作戦に出た。この作戦が功を奏し、2試合とも引き分けだったが（第1戦0-0、第2戦1-1）、アウェーゴールの差で神戸はJ1復帰を決めた。松田を含めて2007年の監督をどうするか決めかねていたフロントもこの結果を見て松田の続投を決めた。
なお神戸を昇格させたことで、松田は1999年のJリーグ2部化以降初の「J1昇格を2度経験した監督」で、しかも2年続けての昇格で、1年目に昇格させたチーム（福岡）を2年目には自分が降格させたことになる。
J1復帰1年目の2007年は、開幕から中の下程度の順位でなかなか波に乗れない状態が続いた。その中で6月、チームの象徴的存在だったMF三浦淳宏が自身の起用法をめぐって松田と対立。三浦が松田を批判し、チームから10日間の謹慎処分を受ける。さらに三浦が主将返上、退団を示唆、結果三浦は横浜FCに移籍した。しかしこのようなゴタゴタの中でも、大久保嘉人やレアンドロの活躍によりチームは上昇、目標としていた一ケタ順位に届かなかったものの、10位と健闘した。
2008年は5位以内を目標に攻撃的チーム作りを図っていたが、序盤のレアンドロの故障でチームは一時低迷し、残留争いに参加。しかし終盤以降は建て直し、27節大宮戦以降、優勝を争っていた浦和、大分を連続で完封するなど、クラブ史上最高の5連勝を挙げた。この結果により一時は2009年の契約更新が確約されていたが、5連勝後に大量失点の試合が続いたことから一転、クラブ幹部は松田の解任を決める。突然続投の約束を反故にされた松田は当初クラブを激しく批判したが、最終的には和解し、2年半指揮した神戸に別れを告げた。

### 栃木監督時代（2009年 - 2013年）
2009年、この年からJリーグに加盟した栃木SCの監督に3年契約で就任。
2009年は18チーム中17位と奮わなかったが、2010年は19チーム中10位と躍進、昇格二年目のチームながら14勝14敗8分の勝率5割の成績を残した。
2011年は開幕から好調を維持。一時は首位に立ち、また12戦無敗を記録するなどJ1昇格争いに加わっていたが、パウリーニョが骨折により戦線離脱すると順位が後退。最後までチームを立て直すことが出来ず、前年と同じ10位でシーズンを終えた。また、この年北関東ダービーを初制覇した。
2012年、1年契約を更新し引き続きJ1昇格を目指した。クラブは初の6連勝を飾るなどしたが、得点源であったリカルド・ロボ、守備の要の大久保裕樹、水沼宏太ら中心メンバーの移籍もあり、最終順位は前年より一つ低い11位となった。
2013年、序盤はプレーオフ圏内入りを争うが、第16節横浜FC戦でパウリーニョが負傷により長期離脱し、2011年シーズン同様チームの立て直しを余儀なくされる。第18節アビスパ福岡戦の勝利の後、5敗6引き分けと低迷。第31節ファジアーノ岡山戦を久々に勝利するもその後連敗。9月13日、強化部長南省吾と共に退任が発表された。

### 長崎監督（2021年5月-2022年6月）
V・ファーレン長崎はシーズンの成績などを総合的に判断し、吉田孝行監督に代わって、当時アカデミーダイレクターであった松田が新しく監督を務めることを発表した。2021シーズンはJ1昇格を逃しはしたものの、9月には5戦3勝2分無敗という成績を残し、9月度明治安田生命Jリーグ月間優秀監督賞として輝いた。
2022年6月12日、退任が発表された。

### G大阪コーチ・監督時代（2022年8月-11月）
8月9日、ガンバ大阪のコーチ就任が発表された。17日、成績不振に伴い片野坂知宏監督が解任され、後任監督としてトップチーム監督就任が発表された。就任以降、リーグ戦10試合で4勝3分3敗と崖っぷちだったチームを立て直して最終順位15位で残留へと導いた。
2022年11月23日、退任が発表された。

### 宮崎監督時代（2023年）
2022年12月7日、2023シーズンからJ3・テゲバジャーロ宮崎の監督を務めることが発表された。
シーズン序盤から得点力不足に陥り、特に後半戦は9試合で僅か4得点と得点力不足に悩まされ、6試合連続完封を喫した盛岡戦後の9月27日、監督を退任することが発表された。

### G大阪フットボール本部長時代（2024年）
2023年12月20日ガンバ大阪が来季から設立させる「フットボール本部」の本部長に就任することが発表された。
2024年1月12日パナソニックスタジアム吹田で開催された「キックオフイベント」で今季からリーグが20チーム制に変更される中で「リーグ全体をA～Cに分けて上位の3分の1、Aクラスです。上位7位以上を目指したい。当然、さらなる高みを目指すが、今年はそのための土台を築きたい。その思いでAクラスを目標に掲げたい」と口にした。

## エピソード
- ゾーンディフェンスが特徴の監督である[13]。

## 所属クラブ
- 長崎県立長崎北高等学校
- 筑波大学
- 1984年 - 1994年 マツダ/サンフレッチェ広島
- 1995年 - 1996年 ヴィッセル神戸

## 個人成績
| 国内大会個人成績 | 国内大会個人成績 | 国内大会個人成績 | 国内大会個人成績 | 国内大会個人成績 | 国内大会個人成績 | 国内大会個人成績 | 国内大会個人成績 | 国内大会個人成績 | 国内大会個人成績 | 国内大会個人成績 | 国内大会個人成績 |
| 年度             | クラブ           | 背番号           | リーグ           | リーグ戦         | リーグ戦         | リーグ杯         | リーグ杯         | オープン杯       | オープン杯       | 期間通算         | 期間通算         |
| 年度             | クラブ           | 背番号           | リーグ           | 出場             | 得点             | 出場             | 得点             | 出場             | 得点             | 出場             | 得点             |
| 日本             | 日本             | 日本             | 日本             | リーグ戦         | リーグ戦         | JSL杯/ナビスコ杯 | JSL杯/ナビスコ杯 | 天皇杯           | 天皇杯           | 期間通算         | 期間通算         |
| ---------------- | ---------------- | ---------------- | ---------------- | ---------------- | ---------------- | ---------------- | ---------------- | ---------------- | ---------------- | ---------------- | ---------------- |
| 1984             | マツダ           |                  | JSL2部           |                  |                  |                  |                  |                  |                  |                  |                  |
| 1985             | マツダ           |                  | JSL2部           |                  |                  |                  |                  |                  |                  |                  |                  |
| 1986-87          | マツダ           | 19               | JSL1部           | 21               | 0                |                  |                  |                  |                  |                  |                  |
| 1987-88          | マツダ           | 3                | JSL1部           | 22               | 0                |                  |                  |                  |                  |                  |                  |
| 1988-89          | マツダ           | 3                | JSL2部           |                  |                  | 3                | 0                |                  |                  |                  |                  |
| 1989-90          | マツダ           | 3                | JSL2部           | 28               | 0                | 2                | 0                |                  |                  |                  |                  |
| 1990-91          | マツダ           | 3                | JSL2部           | 24               | 3                | 3                | 0                |                  |                  |                  |                  |
| 1991-92          | マツダ           | 3                | JSL1部           | 0                | 0                | 1                | 0                |                  |                  |                  |                  |
| 1992             | 広島             | -                | J                | -                | -                | 3                | 0                |                  |                  |                  |                  |
| 1993             | 広島             | -                | J                | 36               | 3                | 5                | 0                | 2                | 0                | 43               | 3                |
| 1994             | 広島             | -                | J                | 8                | 0                | 0                | 0                | 2                | 1                | 10               | 1                |
| 1995             | 神戸             | 2                | 旧JFL            | 28               | 2                | -                | -                | 3                | 0                | 31               | 2                |
| 1996             | 神戸             | 2                | 旧JFL            | 10               | 0                | -                | -                | 0                | 0                | 10               | 0                |
| 通算             | 日本             | 日本             | J                | 44               | 3                | 8                | 0                |                  |                  |                  |                  |
| 通算             | 日本             | 日本             | JSL1部           | 43               | 0                |                  |                  |                  |                  |                  |                  |
| 通算             | 日本             | 日本             | JSL2部           |                  |                  |                  |                  |                  |                  |                  |                  |
| 通算             | 日本             | 日本             | 旧JFL            | 38               | 2                | -                | -                | 3                | 0                | 41               | 2                |
| 総通算           |                  |                  |                  |                  |                  |                  |                  |                  |                  |                  |                  |

- Jリーグ初出場 - 1993年5月16日 vsジェフユナイテッド市原（広島スタジアム）
- Jリーグ初得点 - 1993年5月22日 vsヴェルディ川崎（広島ビッグアーチ）

## 指導歴
- 1992年 サンフレッチェ広島F.C コーチ
- 1997年 - 2002年 ヴィッセル神戸
  - 1997年 サテライトヘッドコーチ
  - 1998年 コーチ（サテライト兼任）
  - 1999年 - 2001年 ヘッドコーチ
    - 2001年 JFA 公認S級コーチライセンス取得

  - 2002年 コーチ
  - 2002年7月 - 同年12月 監督
- 2003年 - 2006年5月 アビスパ福岡 監督
- 2006年 - 同年 ヴィッセル神戸
  - 2006年8月 - 同年9月 コーチ
  - 2006年9月 - 2008年 監督
- 2009年 - 2013年9月 栃木SC 監督
- 2014年 JFAナショナルトレセンコーチ[14]
- 2018年 - 2022年6月 V・ファーレン長崎
  - 2018年 - 2021年 育成部長
  - 2021年5月 - 2022年6月 監督
- 2022年8月 - 同年11月 ガンバ大阪
  - 2022年8月 コーチ
  - 2022年8月 - 同年11月 監督
- 2023年 - 同年9月 テゲバジャーロ宮崎 監督
- 2024年 - ガンバ大阪 フットボール本部 本部長

## 監督成績
| 年度 | チーム | リーグ | 大会名 | 試合数 | 勝点 | 勝利 | 引分 | 敗戦 | 順位 | ナビスコ杯     | 天皇杯    |
| ---- | ------ | ------ | ------ | ------ | ---- | ---- | ---- | ---- | ---- | -------------- | --------- |
| 2002 | 神戸   | J1     | 1st    | 4      | 5    | 2    | 0    | 2    | 13位 | 2回戦敗退      | 3回戦敗退 |
| 2002 | 神戸   | J1     | 2nd    | 15     | 19   | 6    | 2    | 7    | 11位 | 2回戦敗退      | 3回戦敗退 |
| 2003 | 福岡   | J2     | -      | 44     | 71   | 21   | 8    | 15   | 4位  | -              | 3回戦敗退 |
| 2004 | 福岡   | J2     | -      | 44     | 76   | 23   | 7    | 14   | 3位  | -              | 4回戦敗退 |
| 2005 | 福岡   | J2     | -      | 44     | 78   | 21   | 15   | 8    | 2位  | -              | 4回戦敗退 |
| 2006 | 福岡   | J1     | -      | 12     | 8    | 1    | 5    | 6    | 16位 | 予選リーグ敗退 | -         |
| 2006 | 神戸   | J2     | -      | 14     | 20   | 5    | 5    | 4    | 3位  | -              | 3回戦敗退 |
| 2007 | 神戸   | J1     | -      | 34     | 47   | 13   | 8    | 13   | 10位 | 予選リーグ敗退 | 5回戦敗退 |
| 2008 | 神戸   | J1     | -      | 34     | 47   | 12   | 11   | 11   | 10位 | 予選リーグ敗退 | 5回戦敗退 |
| 2009 | 栃木   | J2     | -      | 51     | 37   | 8    | 13   | 30   | 17位 | -              | 2回戦敗退 |
| 2010 | 栃木   | J2     | -      | 36     | 50   | 14   | 8    | 14   | 10位 | -              | 3回戦敗退 |
| 2011 | 栃木   | J2     | -      | 38     | 56   | 14   | 11   | 12   | 10位 | -              | 3回戦敗退 |
| 2012 | 栃木   | J2     | -      | 42     | 60   | 17   | 9    | 16   | 11位 | -              | 2回戦敗退 |
| 2013 | 栃木   | J2     | -      | 32     | 40   | 10   | 10   | 12   | 14位 | -              | 3回戦進出 |
| 2021 | 長崎   | J2     | -      | 30     | 64   | 19   | 7    | 4    | 4位  | -              | 4回戦敗退 |
| 2022 | 長崎   | J2     | -      | 21     | 31   | 9    | 4    | 8    | 5位  | -              | 3回戦進出 |
| 2022 | G大阪  | J1     | -      | 10     | 15   | 4    | 3    | 3    | 15位 | -              | -         |
| 2023 | 宮崎   | J3     | -      | 28     | 32   | 8    | 8    | 12   | 17位 | -              | 2回戦敗退 |

- 2002年は1stステージ第12節より指揮。1st・2ndステージの成績は延長Vゴール勝ちを1つずつ含む。
- 2006年の福岡はJ1第12節まで指揮。勝敗は自身の監督期間のもの（順位は最終順位）。
- 2006年の神戸は9月より指揮（順位は最終順位）。
- 2013年の栃木はJ2第32節、天皇杯2回戦まで指揮。
- 2021年の長崎はJ2第13節より指揮（順位は最終順位）。
- 2022年の長崎はJ2第21節、天皇杯2回戦まで指揮。
- 2022年のG大阪はJ1第26節より指揮。
- 2023年の宮崎はJ3第28節まで指揮。

## タイトル

### 選手時代
クラブ
サンフレッチェ広島
- Jリーグ・サントリーシリーズ：1回（1994年）

### 監督時代
クラブ
テゲバジャーロ宮崎
- MFA宮日旗MRT杯宮崎県サッカー選手権大会：1回（2023年）